# 산청 대포리 삼층석탑
산청 대포리 삼층석탑(山淸 大浦里 三層石塔)은 대한민국 경상남도 산청군 삼장면 대포리에 있는, 신라의 삼층석탑이다. 1992년 1월 15일 대한민국의 보물 제1114호로 지정되었다.

## 개요
삼장면의 면소재지인 대포리 마을에 서있는 탑으로, 2단의 기단(基壇)위에 3층의 탑신(塔身)을 세운 모습이다.
기단의 각 면에는 모서리와 가운데 부분에 기둥을 본떠 새긴 조각이 있다. 특히 아래층 기단은 가운데기둥이 2개씩이어서 이 지역에서는 보기 드문 모습을 보여준다. 탑신은 각 층의 몸돌과 지붕돌을 각각 하나의 돌로 새겨 차례로 쌓아 올렸는데, 1층에 비해 2·3층은 눈에 띄게 줄어들었다. 지붕돌은 밑면의 받침이 4단씩이고, 윗면에는 약한 경사가 흐르며 네 귀퉁이에서 서서히 들려있다. 처마는 수평을 이루고, 양 끝에서의 꺽임이 씩씩하다. 탑의 머리부분은 아무것도 남아 있지 않아, 아래에서 올라오던 탑흐름이 갑자기 멈추어버린 느낌이 든다.
도굴되어 무너져 있던 것을 다시 세운 것으로, 특히 사리장치가 있던 1층 몸돌이 크게 파손되어 이를 새로이 만들어 끼워 놓았다. 2단으로 구성된 기단이나, 지붕돌 밑면의 받침을 4단으로 구성한 점 등으로 보아 통일신라 후기의 탑으로 여겨진다. 특히 아래층 기단에서 보이는 2개씩의 가운데기둥은 이 지역에서는 흔치 않은 예로, 일부 파손되긴 하였으나 대체로 원형을 잘 간직하고 있어 소중한 가치를 지닌다.

## 같이 보기
- 삼층석탑

## 참고 자료
- 산청 대포리 삼층석탑 - 국가유산청 국가유산포털